# IS〈Infinite Stratos〉角色列表
此列表是《IS〈Infinite Stratos〉》內的登場人物的介紹，无出处的中文譯名以台灣尖端出版之繁體中文版為準。

## 主要人物
織斑一夏（織斑 一夏（おりむら いちか），聲優：内山昂輝、前田綾乃（小學時代）（日本）；Josh Grelle（美国））
本作主人公，身高172公分。由於從小就被父母遺棄，與姐姐千冬相依為命(實際是個姐控)。在考高中時，為了不想給千冬造成經濟負擔，一夏原本打算考有企業資助的私立「藍越學園」，卻因為日文念法與「IS學園」太像而跑錯考場，更因此誤打誤撞啟動了IS，因此被迫入讀「IS學園」，目前就讀1年一班。，宿舍房間號碼為1025。
有箒和鈴音兩位青梅竹馬，但和兩人相識的時期剛好錯開。在箒轉學以前，常去箒家的道場練劍道，也常在她家吃飯。
由於是登上國際新聞版的「全世界唯一可以使用IS的男性」，再加上是世界IS大賽前冠軍兼現任班導的織斑千冬的弟弟，因此在IS學園內的知名度非常高，幾乎沒有人不認識他。再加上長相頗帥氣，因此全校女生都對他相當有好感。現在更成為IS學園的副會長。
過去曾遭亡國機業綁架；姐姐千冬為了救他，而放棄在第二屆世界IS大賽中出賽，一夏對此事一直非常自責。
从小就负责打点外出工作的千冬的私生活，因此家事万能、擅长按摩且体贴女性（在家中就像母亲一般的打点千冬的私生活），以及喜歡說笑話，雖然只有簪能明白。但在感情上卻是個超級大木頭，完全沒發現周圍女主角們對他抱有愛慕之情，甚至常說錯話、誤會她們的意思，令她們感到生氣（有時卻誤打誤撞令她們會錯意），導致經常被她們毆打。
曾先後與三位女性於宿舍同住一室，分別是篠之之箒、夏洛特·迪諾亞（以查理斯·迪努亞的身分）及強行用學生會會長身份的權利入住的更識楯無，第六集再次獨居。
被周圍的女性觀察推論出喜歡像姊姊千冬那樣比自己年長的女性（其實是誤會），但是本身卻毫無自覺。
現在，被很多男性怨恨中，因只有一名男性在女子學校中，也沒有對任何人出手(實際上是<意外>造成的出手)，因此被人稱為「對異性沒有興趣的後宮王」。
學習力、觀察力優秀程度可謂怪物等級，第二次開動IS便只憑初始設定狀態的「白式」和塞西莉亞對戰超過27分鐘，還擊落四架Blue Tears的Bit型兵器。另外，他只看過一次實際發動便想出破解蘿拉·博德維希的AIC的手法，據更識楯無表示，她所教一夏的IS操作技巧有部分只要教一次就學成。每戰鬥一次，實力就進化一次。
專用的IS是“白式”。
被束提及「白式」是由第一代的「白騎士」為基礎、第二代的核心和第三代部分組成的（基本上都是千冬曾親自使用過的機體），所以能使用出千冬在實戰時曾經使用的招式和絕招。最有機會的女性是篠之之箒。
篠之之箒（篠ノ之 箒（しののの ほうき），聲優：日笠陽子（日本）；Monica Rial（美国））
本作女主角，身高160公分，巨乳。織斑一夏的青梅竹馬，小學四年級時因搬家和一夏分離，目前同樣就讀於IS學園1年一班。國中時曾獲得全國劍道大賽冠軍，隸屬於IS學園劍道社，但不常去露臉而幾乎已成為幽靈社員。
留著一頭平時都綁成馬尾的黑色長髮和炯炯有神的鳳眼，因為幼時一夏覺得她這樣很好看就這麼一直留着。朋友很少。性格固执，从小和一夏一起修炼剑道，把剑道视作倾注对一夏思慕的方式。
和親姊姊篠之之束有心結，所以討厭別人叫她的姓氏。喜歡一夏，但個性傲嬌，不善於對一夏表達真感情，反而顯得經常瞪著他。例如小說第一集與一夏是宿舍室友和被一夏求教IS等事都讓箒心裡很開心，卻完全沒有傳達給一夏。在初期是唯一沒有專用機的女主角。
很喜歡吃日本料理，同時料理能力不錯，是個非常傳統的和式女生。
初期使用學園的練習機「打鐵」，在生日那天得到姊姊送來的專用的IS“紅椿”，但操縱實力不佳。得到红椿的自己在初战因得意和轻敌而使一夏为保护自己被敌人重伤，而后在凰铃音的激励下重新振作。
目前貌似是后宫团中攻略度最高的人（尽管一夏基本没什么实际作为），虽然在夏洛特·德诺阿出现后一度路人化，但却是现今唯一一个凭着自身魅力吸引一夏差点与之Kiss的女生，没成功的原因是被另外4女主打断并追杀，并且是被一夏抱着逃跑的。
塞西莉亞·奧爾科特／西西莉亞·奧爾科特（セシリア・オルコット（Cecilia Alcott），聲優：野上尤加奈（日本）；Brittney Karbowski（美国））
IS學園1年一班學生，英國的代表候補生，身高156公分。自尊心非常高，又因是候補生的關係，讓她顯得傲慢，一開始稱呼織斑一夏作「庶民」，但喜歡上他後改稱「一夏同學」。
有一頭微捲閃亮金髮和澄澈湛藍的眼眸。父母在三年前因火車事故逝世，不停的努力學習才從周圍的大人們手上保住雙親莫大的遺產。由於父親生前是個看母親臉色做事的人，尤其在IS被發明出來後，父親的地位更顯卑微，因此塞西莉亞很看不起懦夫般的男性。在剛開學時，她認為一夏對身為代表候補生的自己不夠尊重，且無法接受男性擔任班級代表，因此要求與一夏進行賭上班級代表權的IS決鬥，卻因此見識到一夏的男子氣概，繼而喜歡上他；不只讓出贏來的班級代表權，更以教導一夏使用IS為由接近他，想知道更多關於一夏的事情。
料理能力非常的差，做出來的食物和食譜照片上一模一樣，實際上卻極為難吃。第二季第10集中請另外三位女角〈夏綠蒂、箒、鈴〉教她做菜，（有一次她觉得汤的颜色应该漂亮一些，在里面喷了三瓶辣椒油）就是趁着她们不注意的时候自己就会毁掉一盘。（还有一次箒告诉她要把菜弄得香香的，居然在里面喷香水……）其中兩位吃了她的菜後生病請假〈箒、夏綠蒂〉動畫中蘿拉半夜起來也誤食濃湯也請病假，另一個〈鈴〉因為烹煮時本人使用IS的BT雷射武器加熱的關係，被爆炸波及，在小說第九卷中借了夏洛特的食譜及跟著傑露西指示並且真的完全参照食谱上做了後，終於做出了正常的料理，但有時也會做出殺人料理。
不敢吃到含有山葵或芥茉的東西。
在束幫一夏的白式調整時（外加被千冬爆揍）請求時被束直接無視，當場消沉。
2011年4月29日，英国的综合性日本文化网站《Japanator》（Japanator.com）公布十大英国籍日本动漫角色排行榜（The 10 best British anime characters），塞西莉亚名列第三。
專用的IS是“Blue Tears（藍色之淚）”。
凰鈴音（凰 鈴音（ファン リンイン），聲優：下田麻美（日本）；Hillary Haag（美国））
IS學園的1年二班的轉學生，中國的代表候補生，身高150公分。一夏的青梅竹馬，小學四年級認識一夏，國二時轉學去中國，被一夏暱稱為「鈴」。
留著一頭平時都綁成雙馬尾的頭髮以及有一雙既銳利又豔麗的眼眸，家裡以前在日本開中國餐館；一夏過去因為這家餐廳飯菜量很多、又很便宜，所以經常去當食客。後來父母離婚，由於是女尊男卑的社會，撫養權落在母親手上，鈴音也因此在國二時搬去中國。
喜歡一夏，剛轉學來就視塞西莉亞和箒為情敵，遇到有關一夏的事就會變得十分積極。非常在意自己身材矮小且貧乳，在她面前提起此事當場翻臉。小時候與一夏有過約定「如果（我）廚藝變好的話，你（一夏）願意每天吃我做的糖醋排骨嗎」，但一夏沒有聽出其中幾近求婚的意思，讓重逢後的她氣到流淚。在小說第一集的最後（動畫版第四集）與一夏和解，原諒了一夏；但被一夏追問起約定的真意，又因害羞而敷衍過去。
專用的IS是“甲龍”。
夏洛特·迪努亞（シャルロット・デュノア（Charlotte Dunois），聲優：花澤香菜（日本）；Shannon Emerick（美国））
法國代表候補生，身高154公分。以繼一夏之後第二個能操縱IS的男生的身分轉入IS學園1年一班，金髮碧眼，頭髮是璀璨的金髮並綁在脖子後方和有著容易親近的外表，父親是世界上第三大的IS生產商“迪努亞”的董事長。
剛轉來時表現出優雅善良的貴公子（Gentle，ジェントル）形象，事實上卻是女性。由於父親公司面臨存亡危機，被父親命令身為情婦私生女的自己女扮男裝，以同性的身分接近一夏，以盜取一夏與白式的數據。但一夏知悉真相後的態度令她喜欢上一夏。和家族訣別後，用原來的名字和性別重新入學。
「夏洛特」是生母為她所取的名字，生母逝世後被父親家接回。和生父只見過兩次面，談話時間不到一小時，甚至被正妻派的人賞過耳光。因為一開始假扮男性時有纏胸而看不出來，其實身材很好。第一次入學時與同為男性的一夏同房，公開身分後換到蘿拉的房間。個性頗單純，但面對一夏可說是大膽、積極、開放。在恢復女兒身後被一夏取了只限於兩人之間的暱稱——「夏露」。經常在一夏被女主角她們打完後對他吐槽。可以說是眾多女主角之中行為和性格比較正常的一位，在其他4位1年級女性專用機持有者心中得知在情敵方面是最強的（請見小說第4話中的「引起戀愛騷動的五重奏」）。在小說4集中的《兩隻小貓的狂想曲》中，和蘿拉兩人在商店中一人買了一件貓咪玩偶裝睡衣（附送了貓耳和手腳都有肉球墊），自己的是白色、蘿拉的則是黑色。在和蘿拉同房之後，她們的感情變得十分親近和能互相理解。
專用的IS是“疾風·里凡穆·訂製Ⅱ”。
蘿拉·博德維希（ラウラ・ボーデヴィッヒ（Laura Bodewig），聲優：井上麻里奈（日本）；蒂凡尼·格兰特（美国））
德国代表候補生，身高148公分。與夏綠蒂同一時間轉入IS學園1年一班。在德國軍隊军衔為少校，擔任「黑兔部隊」的隊長。有著飄逸而閃耀的近乎白色的銀髮，長到腰部；雙眼本是紅色，但左眼由於有名為「越界之瞳」的能力，移植納米機器「奧汀之眼」到瞳孔中所以變為金色平時並用眼罩封印，眼罩的樣子不是醫療用的而是真正的黑色眼罩在二十世紀戰爭電影出現上校戴的一種。
在人工子宮出生的蘿拉自幼就被當成戰鬥工具撫養長大，擁有極為強悍的實力。在德國軍隊的時候曾受千冬的指導，從心底裏敬佩千冬。由於想得到千冬的注目，因此非常討厭受千冬寵愛的一夏，認定是一夏連累千冬，讓千冬無法出席IS世界大賽的決賽而失去二連霸的機會。在第一次見面時，便賞一夏一巴掌，並怒斥「我沒辦法認同你！我怎麼可能認同你是那個人的弟弟！」(後面則變成了瘋狂的戀愛自走砲)。
在競技場私鬥中，壓倒性地擊敗甚至重創西西莉亞和鈴音，卻於各年級個人錦標賽被一夏與夏洛特搭擋擊敗。被擊敗造成的精神錯亂讓蘿拉萌生了殺死一夏的念頭，進而在不知情的狀況下滿足了機體隱藏機能「VT系統」的啟動條件並暴走，但最後被一夏阻止。重新體認到強悍意義的蘿拉喜歡上一夏，不僅在眾人面前強吻一夏，還稱一夏為自己的新娘。
左眼擁有名為「越界之瞳」的能力，移植納米機器「奧汀之眼」到瞳孔中，可強化高速戰鬥時身體的反應能力，在IS未展開的狀態下，也能瞄準到2公里外的目標。蘿拉因為自身無法適應越界之瞳而處於無法關閉的狀態，造成左眼變成金色，平時都戴著眼罩封印。初時相當討厭這能力，被一夏稱讚「很漂亮」後不再介意。
在夏洛特公開真實身分後成為她的室友，沒有睡衣而有裸睡的習慣，穿著泳裝時卻是意外地非常害羞（請見動畫版第9集）而在小說4集的《兩隻小貓的狂想曲》中，得知蘿拉銀行的帳戶裡面有2千萬歐元、沒有便服只有軍服（後來和夏洛特去買了衣服），之後因去買衣服所以現在也有了睡衣。睡衣款式是黑色的貓咪玩偶裝睡衣（附送了貓耳和手腳都有肉球墊），是和夏洛特白色的貓咪玩偶裝睡衣是一齊買的，這也說明在和夏洛特同房後大家的感情變得十分之好了。另外，在小說第4話的《引起戀愛騷動的五重奏》中，得知模仿能力十分強，她煮食時所用的刀法就是看電視模仿回來的。自從和一夏等人接觸後，自身的感情也不像最初這樣冰冷，感情增加了不少，但有時還是會變得十分冰冷。
專用的IS是“黑雨”。

## IS學園相關人物

### IS學園教師
織斑千冬（織斑 千冬（おりむら ちふゆ），聲優：豐口惠（日本）；Luci Christian（美国））
一夏的姊姊，同時也是他的班導。常用點名簿打犯錯學生的頭，就算是一夏等專用機使用者也照打不誤。
世界上首批IS使用者之一，在第一屆世界IS大賽得到冠軍及稱號「布倫希爾德」（北歐神話中的冰島女王），但後來因為某些原因轉跑道來教書。職業時代是世上數一數二強的IS使用者，即便是退休了的現在也可以徒手使用IS的武器（如：打鐵的刀），受許多IS學園學生的傾慕。
由於父母的遺棄，所以她是家中唯一的經濟支柱。私生活很邋遢，家事都交給一夏，甚至連內衣褲也給一夏清洗。外表看起來很冷酷，但其實內心很關心一夏，把一夏看得比什麼都重要，不懂家事的她在家中被一夏像母親照顧女兒一般照顧著。
山田真耶（聲優：下屋則子（日本）；Cynthia Martinez（美国））
一夏班上的副班導，身材矮小，但胸部豐滿。一夏最初於IS考場擊倒的教官就是她，不過純粹是意外。以前是日本代表候補生，擁有相當驚人的射擊能力。單槍匹馬就可以打倒鈴與塞西莉亞。
使用德諾阿公司生產的第二世代最終型IS「Ralafe·revival」。塞西莉亞與鈴音曾聯手攻擊真耶，但二人被快速解決戰鬥。並且過程中真耶一直保持著那和藹的笑容。
其名字的羅馬拼音「YAMADAMAYA」無論是正念或反念都一樣。
榊原菜月
管理社團活動樓。29歲。是個美人，待人友善。但選男人的眼光不怎麼好，每年都會經歷幾次痛苦的戀愛。
因此老家的父母便讓她在鄉下隨便找個男人相親。最近很是苦惱，無論與幾個人相親，感覺總是沒什麼變化。
愛德華斯·法蘭西
負責教數學的教師，出身於加拿大，二十五歲。正在徵男友，與趣是盆栽。
轡木十藏
表面上是由其妻子擔任校長一職，平日從事實務工作，因為為人和藹容易親近，而被稱呼為「學園內的良心」。實質上運營著IS學園的人，年近70的男人，滿頭都是白髮，臉也刻有與年齡相稱的皺紋。

### 學生會
更識楯無（更識 楯無（さらしき たてなし），聲優：齋藤千和（日本）；Jessica Calvello（美国））
2年級學生，IS學園學生會長（能坐上這個位置號稱意味著學園最強）。總拿著把折扇的短髮女生，性格自由奔放，智謀十分高明，有與箒匹敵的身材（胸部堅挺、有水蛇般的腰身和曲線完美的臀部），善攬人心，連更識的青梅竹馬也不知道其內心的想法，虛曾經說過：「是一個無論你怎麼防備或採取預防措施，一定都會被她耍得團團轉的，記得要好好儲備體力，但前提是要你如果還吃得下」。小時候喜歡的繪本是浦島太郎。號稱文武雙全，連廚藝也比箒還要高明，是全屬性之女王(？)。
對一夏很感興趣。“楯無”其實是更識當家之名，為第十七代楯無。另外當每次把折扇打外時，扇子上面寫著的字都不一樣，如出現過的字有「精彩」、「學園最強」、「諸行無常」、「羅剎」、「迫擊」及「常在戰場」，小說第七卷中出現了「慘狀」、「博徒」，小說第九卷中出現了「戀慕」、「無敵」、「勝利」、「娛樂」、「達觀」、「平等」、「色欲」、「後面就交给你了」、「公認」，動畫第2季第2集中出現了「截止將近」、「最強」、第3集「神出鬼沒」、第5集「退散」、第6集「學園最強」，動畫第2季OVA中出現了「迎賓」。
先後利用學生會長的特權來入住一夏房間，起初是用比賽的結果（約定輸了的話就要聽對方的話）和後來所策畫的灰姑娘戲劇（誰能拿到由一夏所演的角色王子上的王冠就能住在同一間房屋）。
其家族更識是政府對付地下部隊用的地下部隊，可以說是名門世家。
現任俄羅斯代表，但是本身為自由國籍，可以隨意選擇作為哪個國家代表。
專用的IS是“霧纏的淑女”，過去名為「莫斯科的濃霧」，待機狀態是一把十分堅硬的藍色折扇。
第八卷末，告訴一夏其本名為「更識 刀奈」（さらしき かたな）。第九卷第一话中表明喜欢上一夏。
布佛本音（聲優：門脇舞以）
與一夏同級同班的女生，人稱“隨便君”，總是很懶散沒睡醒一樣。更識的好友。學生會秘書。
雖然一向給人一種慵懶沒睡醒的印象，但其實非常擅長組裝，現在已經是整備科的王牌了。
兩姐妹都是整備科的王牌，有「組裝之本音」的稱呼。
在運動會中自爆自己的三圍是91-59-80。
布佛虛
戴眼鏡的三年級生，隨便君的姐姐。家族世代侍奉更識家，更識的好友。由於布佛家代代都侍奉更識家，因此習慣稱呼楯無為小姐。
兩姐妹都是整備科的王牌，有「分解之虚」的稱呼。
與五反田彈之間互相有好感。

### 1年1班
一夏所屬的班級。
鷹月靜寐（聲優：和田カヨ（動畫第1期）；上田麗奈（動畫第2期））
IS学園的1年生，班上最穩重的同學。箒的室友。
相川清香（Kiyoka Aikawa，声优：佐藤有世）
IS学園的1年生，一夏的同班同学。
座号一号。手球社。兴趣是看体育比赛和短跑。
四十院神樂（聲優：原由實）
容貌秀麗，被一夏形容風貌無疑就是大和撫子，劍道部，老家是舊華族。
鏡凪（聲優：岩山ちひろ）
父母經營着壽司店。以速度見長，田徑社。
谷本癒子（聲優：〆野潤子）
梳着辮子髮型。
岸原理子（聲優：籠瀨千惠子）
IS学園的1年生，頭上載着紅色髮箍。
夜竹紗由香（聲優：前田綾乃）
個性跟體型都十分低調。

### 其他學生
更識簪（聲優：三森鈴子（日本）；Kira Vincent-Davis（美国））
初登場在小說第七卷。IS学園1年4班，四班的代表。學生會長更識楯無的妹妹與日本的代表候補生。經楯無所說，其性格十分陰沈，以及和楯無的關係並不和睦（對自己和楯無能力上的差距有強烈自卑感），不太喜歡吃肉，意外地喜歡看動畫（特別是英雄戰鬥片。主人公打倒邪惡的軍團這類影片，簪非常喜歡這種簡單明快的動畫）而小時候喜歡的繪本是桃太郎。
雖然是代表候補生，但目前並沒有專用機，因為幫其專用機開發的機構是倉持機研，而倉持機研全部人手目前都投入到白式的追加裝備開發（但因為白式的個性問題，所以開發的武器並不能使用，開發者倉持技研也對追加裝備開發束手無策），因此專用機的開發被嚴重推遲，所以最初並不太喜歡一夏，但經過與一夏不斷的接觸，開始對一夏有戀愛的感覺。
因還未有專用機，所以到小說第七集之前每當有需要專用機的活動，總是會請假。
目前暫時以簪自行改良自「打鐵」的「打鐵二式」作為專用機。
迪娜·哈米爾（Tina Hamilton）
IS學園的1年級生，铃的室友，容貌金髮碧眼。
黛薰子（聲優：世戶沙織）
IS学園的2年生。整備科2年生。新聞部的副部長。
有個在雜誌社編輯部「インフィニット・ストライプス」擔任副編集長的姐姐渚子。
第七卷中和其他整備科的同學一起幫助一夏和更識簪調整「打鐵二式」。
弗露蒂·索菲亚（Forte Sapphire）
IS学園的2年生，专用机持有者，专用机为“コールド・ブラッド”。
达丽尔·凯西（Daryl Cayce）
IS学園的3年生，专用机持有者，专用机为“ヘル・ハウンドver2.5”。
萨拉·威尔金（Sarah Welkin）
IS学園的2年生，英国代表候补生。西西莉亚的前辈。

## 國家IS操縱者
娜塔莎·菲爾斯（Natasha Fairs）
軍用IS“銀色福音”的操縱者。年約20歲，是一個有光亮金髮的美人。
小說第3卷中登場，為感激一夏阻止了銀色福音的暴走而特地吻了他的臉。
和千冬是舊相識，在和千冬的對話中得知她十分愛護銀色福音，並揚言要找出令銀色福音暴走的家伙，並使其得到應有的報應。
此角色並沒有在動畫版登場。
克娜丽莎·赫拉克夫（Clarissa Harfouch，聲優：瑞泽溪）
劳拉·博迪维希的副官，德國黑兔特種部隊的副隊長，階級上尉。年齡二十二歲，部隊中年齡最高的人。是個對待十多歲的隊員十分嚴厲卻又照顧的「可靠大姐」。很受到部下得信賴，因此也被親密的稱呼為姐姐
透過漫畫瞭解日本文化，但是完全理解錯誤，又把各种错误知识灌输給劳拉。但本人沒有惡意，只是真心的支持蘿拉的戀愛，對於蘿拉會主動詢問她戀愛問題而感到高興。
專用機「Schwarze·Zweig」。
伊麗絲·柯林（Iris Calling）
美國代表操縱者。
專用IS是強襲型高速格鬥機種「戰慄獠牙」。
隊長（聲優：齋賀光希）
美國特殊部隊「無名士兵（unnamed）」的隊長。
專用IS是隱形機能實驗機「戰慄獠牙」。

## 亡國企業
斯可兒·謬賽爾（Squall Meusel，聲優：平野文）
亡國機業幹部，外號「狂風」，指使M和秋天襲擊IS學園。
專用的IS是「黃金黎明」。外型像是黃金的裝甲，可以伸縮捕捉敵人。
秋天（Autumn，聲優：西墻由香）
隸屬於亡國機業實戰部隊，留著一頭長髮、生性急躁且說話語氣粗暴、愛慕「狂風」。
在校慶時變裝並使用「卷紙禮子」（IS裝備開發企業「御劍」對外代表）的身分和織斑一夏接觸，並試圖用剥離劑搶奪白式，最終遭到楯無阻擾而失敗。
專用IS是“亞拉喀涅”。
M／織斑圓（聲優：茅野愛衣）
隸屬於亡國企業的實戰部隊，在小說第六卷中和一夏見面時自稱自己是織斑圓，樣貌和千冬很像，年齡約15歲左右，對千冬似乎有特別的情感，自稱是千冬的妹妹，性格陰暗偏激、幾乎不與他人有交集、並時常因為自身能力優越而表現出輕視他人態度。
擁有能同時接戰複數專用機且自身不落下風的高超駕駛技術，小說第五集卷尾登場營救「秋天」，但兩人感情不睦。
要注射大量奈米藥物（動畫第二季第七話），原因不明。
於動畫第二季最後一話當中，更換機體使用了束為其打造的專用機「黑騎士」登場，與沉默西風相當類似，並且性能相當強大。
專用的IS是“沉默西風”及“黑騎士”。
千冬被一夏問及是否還有姊妹時很惱怒的說：「我只有你這一個弟弟（一夏），哪裡還會有妹妹！」故圓的的真實身分和出生一切都是謎。

## 其他
篠之之束
（聲優：田村由香里）
篠之之箒的姊姊，IS的發明者。唯一能製作IS核心的天才科學家，目前失蹤中而被國際上很多單位追捕。故事中許多事件均是因她而起。
長相和髮型與箒神似，但唯一不同的是有因睡眠不足而造成的不健康的鳳眼和非常深的黑眼圈，頭上戴著一對機械風兔耳朵，有著一對比箒看來還要柔和一些的下垂眼，穿著上像《夢遊仙境》中的愛麗絲。
除了箒、千冬和一夏以外，對其他人顯的冷淡、拒絕、毫不在乎。從以前就暗中動手腳讓自己和千冬從國小到高中都是同班同學，對外宣稱失蹤時也一直有和千冬與箒保持聯絡。不過被親妹妹箒討厭，連名字都不願意提起。
在臨海學校時以搭著金屬胡蘿蔔從天而降的誇張方式登場。除了被點出是白騎士事件的始作俑者，更被千冬懷疑是造成一夏進入IS學園與銀色福音暴走事件的幕後黑手。
在本作時間中3年前突然下落不明並於那時留下來的信上面寫著「這個是最後的核心，不是饅頭—你們不費吹灰之力地撿到一臺IS囉」，所以目前全世界有經過資料登錄的IS核心只有467個。
第2季第10話中再度登場，被狂風（スコール）邀請幫組織製作IS。當篠之之束表態拒絕時，持手槍的秋天與駕駛著「沉默西風」的M（織斑圓）出現欲以武力逼篠之之束就範，卻被她擊敗。
據本人宣稱，她身體已經以細胞為單位經過強化，能以肉身跟她對打的只有織斑千冬。
五反田彈
（聲優：保村真）
外表看起來是一個型男。與一夏、鈴音是國中時的死黨。在國中第一眼認識一夏，就互相看對眼，也因此成了朋友。知道鈴、與妹妹蘭都喜歡一夏的事，但都沒告訴一夏。非常反對蘭與一夏在一起。與布佛虛之間互相有好感。
家裡經營歷史悠久的食堂，爺爺則是現在的店主，只要邊吃飯邊講話或不守紀律，就會被爺爺以湯勺投擲打中頭部。過去國中時，一夏經常來這裡吃飯。
由於妹妹蘭的個性強勢，因此他很怕她。只要蘭在，他根本不敢多說一個字，和布佛虛在學院見過面後之間互相有好感（請見小說第5卷）。
五反田蘭
（聲優：小幡记子）
織斑一夏好友五反田彈的妹妹，14歲。現在就讀有名私立女子學校「聖瑪麗安奴學園」中學部的三年級，優等生，學生會長。
對於哥哥彈的脾氣非常大，彈也非常害怕蘭，常常被蘭壓制。原本成績非常優秀，可以直接升上非常好的高校，為了一夏放棄了直升的機會，轉而打算考取IS高校，在IS簡易适应性測試裡得到A。非常受到爺爺的寵愛。
與凰鈴音互相厭惡（原因不明），但是更害怕千冬（原因依舊不明）。
喜歡織斑一夏，還沒入學就已經將篠之之箒、凰鈴音與夏綠蒂視為情敵（在主要角色中只知道她們三個的存在）。
五反田蓮
在五反田食堂自稱是店花的人，彈和蘭的的母親，年齡是祕密但自說是16歲之後年齡就不會增加的人，是一個平時維持微笑的人，是一個美人，把蘭交給一夏照顧。
五反田嚴
五反田食堂總指揮也是彈和蘭的爺爺，年過80歲外表看起來是穿著長袖調理服捲上肩膀，手臂充滿隆起的肌肉，能夠一次揮動兩個中華炒鍋。
手臂的膚色是長年因受熱起照射的原故，所以是淺黑色的。而且這雙手比曬沙龍來得健康一百倍以及因長年的工作使雙手的力量變得十分驚人。
和千冬一樣幾乎平等的人，超級寵愛蘭。
克蘿伊·克羅尼克（Chloe CHRONICLE，聲優：佐倉綾音）
被束收養的少女，束稱其為小克。
銀色頭髮，有金色的瞳孔，總是閉著雙眼。睜開的雙目眼白為黑，瞳仁卻染着金色的異色雙眸。
與蘿拉為同一試管內的試管嬰兒，算是蘿拉的姊姊。在動畫第二季最後一集有短暫的登場，第二季OVA中騷亂的策動者。
在小說中曾經被斯可兒抓走當作人質，但在動畫並無此事發生。
專用的IS是黑鍵，為生體同期型IS。
篠之之柳韻
箒和束的父親，篠之之神社的神主。也是篠之之道場的場主。
嚴格的人。現在行蹤不明。
杰露西·布兰科特（Chelsea Blackett，聲優：後藤麻衣）
塞西莉亞·奧爾科特的私人女僕。
楊麗麗
中國候補生的管理官。
御手洗數馬
一夏和彈的舊友。
篠之之雪子（聲優：岡村明美）
箒的阿姨，篠之之神社的管理人，化妝技術很厲害。
夏綠蒂·迪努亞之母（聲：嶋村侑）
動畫第2季第6集中在夏綠蒂的回憶中登場。
篝火光乃（聲優：遠藤綾）
倉持技研的第二研究所所長。千冬高中時期的同年級同學。專業是IS軟件。
謎之少女（聲優：宮本侑芽）
一夏遭「銀色福音」攻撃昏迷時夢中邂逅的人物。促使織斑一夏的白式進化成第二型態的契機。
少女身穿著一身白的服裝，連髮色也是白的，存在於一片藍天與海的地方。與女騎士察覺到箒有危險，於是現身在一夏面前並給了他新的力量；事實上是零式核心的靈魂。
謎之女性騎士（聲優：不明）
一夏遭「銀色福音」攻撃昏迷時夢中邂逅的人物。
女性騎士穿著鎧甲，臉被頭盔罩住無法看到真面目，手持一把劍佇立於黃昏的景色中。動畫版第一世代IS——白騎士外形。
與少女察覺到箒有危險，於是現身在一夏面前並給了他新的力量。

## 註解
1. ↑  兒時就認識箒，但箒在小學四年級轉學，後來小學五年級認識鈴音，而鈴音又在國二轉學，因此箒和鈴音兩人並不認識對方。[1]
2. ↑  但為甚麼平時各過各生活的兩人當時會在一起仍是個謎。[1]
3. ↑  因為希望料理呈現出來的和食譜一樣。[3]
4. ↑  在動畫版，蘿拉轉入IS學園的時間略晚於夏綠蒂。[11]
5. ↑  會搞反「新郎」和「新娘」是因為蘿拉在德國部隊的副隊長灌輸蘿拉許多日本方面的錯誤知識。[5]
6. ↑  原因是束在箒小學四年級時發表了IS，開始被多國追殺而被迫搬家，箒的劍道大賽總決賽也因此被迫棄權。後來束的失蹤更讓箒長期過著被監聽與跟蹤的生活。[3]